# Acirsa mcleani
Acirsa mcleani is een slakkensoort uit de familie van de Epitoniidae. De wetenschappelijke naam van de soort is voor het eerst geldig gepubliceerd in 2009 door Sirenko.